# Ergatif
En linguistique, l’ergatif est un cas grammatical présent dans les langues ergatives. Il y marque le sujet des verbes transitifs.  Il fonctionne en opposition au cas absolutif, qui marque le sujet des verbes intransitifs ainsi que l'objet des verbes transitifs.
|                   | Langue accusative                                               | Langue ergative                                                                      |
| ----------------- | --------------------------------------------------------------- | ------------------------------------------------------------------------------------ |
| Verbe intransitif | Le chien (sujet - nominatif) aboie.                             | Le chien (sujet - absolutif) aboie                                                   |
| Verbe transitif   | Le chat (sujet - nominatif) mange la souris (objet - accusatif) | La souris (objet - absolutif) [« mange » = est mangée par] le chat (sujet - ergatif) |

Par rapport à la compréhension usuelle (en français) des cas se divisant entre sujet et objet, tout se passe comme si dans une langue ergative, tous les verbes transitifs avaient une forme grammaticale active mais un sens passif. Cette situation existe en français, mais de manière exceptionnelle, avec le verbe « manquer » dans la phrase de type :
« Le chat (objet réel = sujet formel = absolutif) manque (forme active = sens passif) à ma mère (sujet réel = complément indirect formel = ergatif) » (c'est en fait ma mère qui souffre de l'absence, le chat n'a aucune action en tant qu'agent).
L'ergatif est habituellement l'élément marqué de ce couple : il se caractérise par l'ajout d'une marque particulière absente de l'absolutif.

## En basque
Par exemple, en basque, le nom mutil (« garçon ») prend la désinence d'absolutif défini singulier -a en tant que sujet de la phrase intransitive Mutila etorri da (« Le garçon est venu »), mais la désinence d'ergatif défini singulier -ak en tant que sujet de la phrase transitive Mutilak beste mutila ikusi du (« Le garçon a vu l'autre garçon »), dans laquelle l'objet (beste mutila, « l'autre garçon ») reste, comme dans la phrase initiale, à l'absolutif défini singulier.

## En tongien
En tongien, le nom talavou (« garçon ») est précédé de la particule 'e indiquant le cas ergatif en tant que sujet de la phrase transitive Na'e taamate'i 'a Tolu 'e talavou (« le garçon a vu Tolu »).

## En géorgien
En géorgien, le nom Vano prend la désinence d'ergatif -m en tant que sujet de la phrase transitive "ვანომ შოთა გააცილა" (Vanom Sota gaatsila, « Vano a accompagné Sota »).